# Adolf Ihde

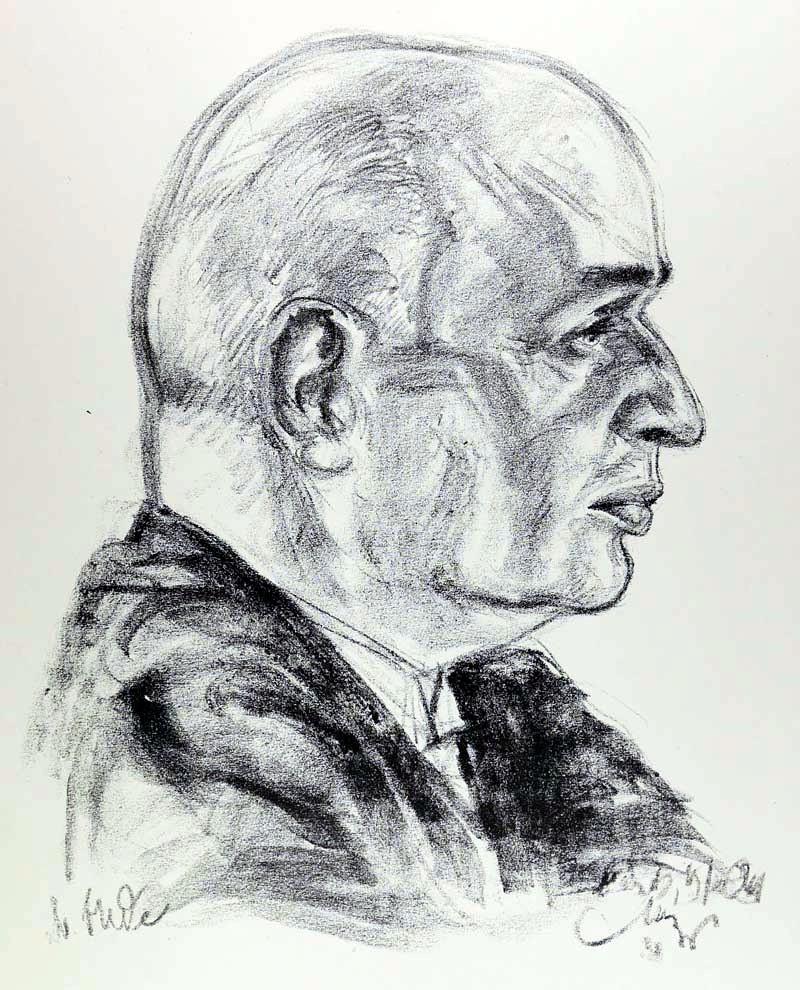
Emil Stumpp: Adolf Ihde (1931)

Adolf Ihde (* 22. Februar 1881 in Lübeck; † 28. Juni 1959 in Sierksdorf) war ein deutscher Jurist und Politiker.

## Leben
Ihde, Sohn eines Räuchereibesitzers, legte zu Ostern 1900 sein Abitur auf dem Realgymnasium-Zweig des Katharineums zu Lübeck ab und wollte zu diesem Zeitpunkt neuere Sprachen an der Universität Marburg studieren. Bald wechselte er zum Studium der Rechtswissenschaft und wurde nach seiner Promotion zum Dr. jur. Rechtsanwalt und Notar in seiner Heimatstadt Lübeck.

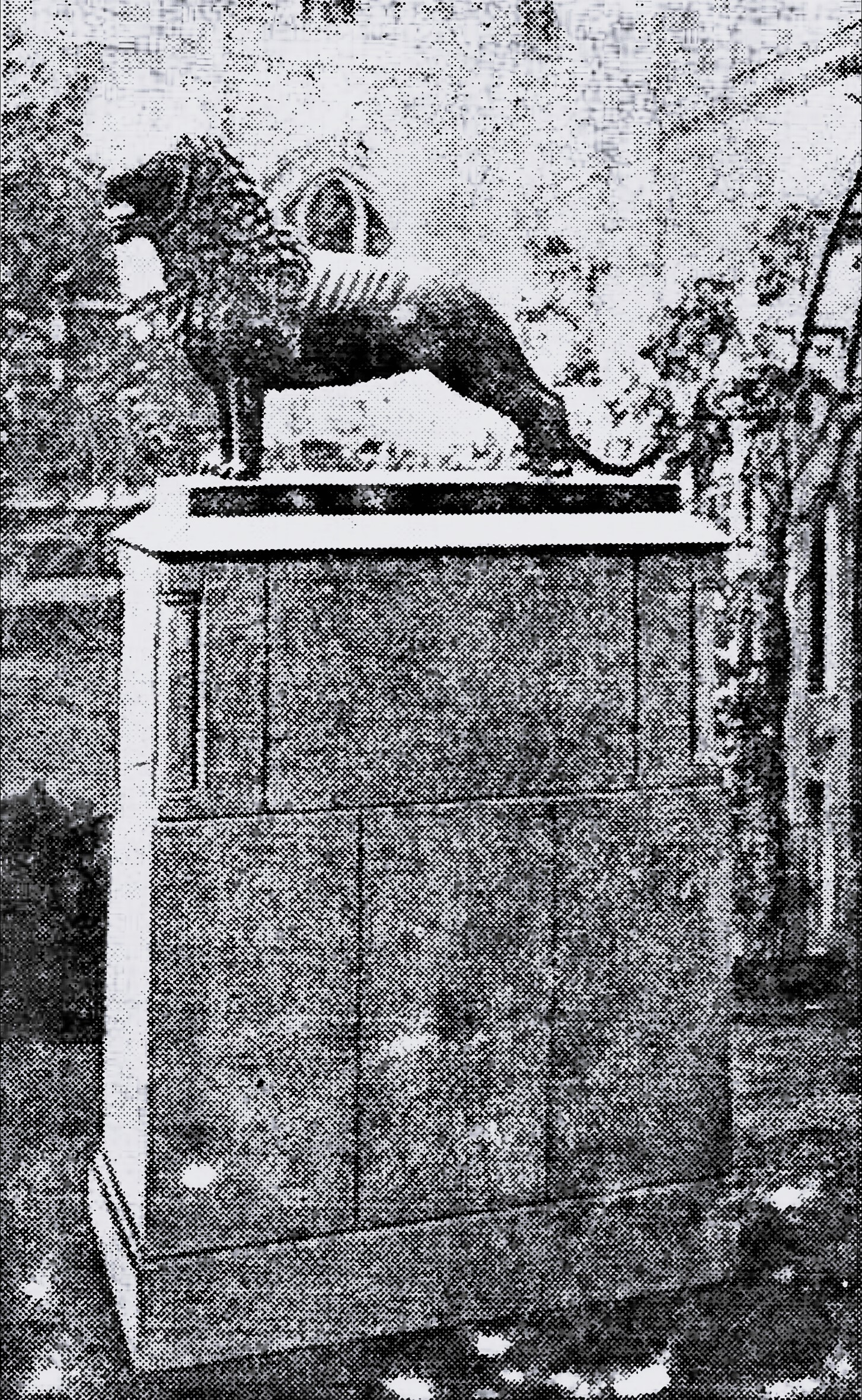
(erster) Braunschweiger Löwe im Garten des Museums am Dom

Auf Willibald Leo von Lütgendorff-Leinburgs, zu jener Zeit Direktor des Museums am Dom, Veranlassung hin arbeitete Otto Mantzel aus einem künstlichen Basaltblock eine etwa ¾ der Originalgröße des Braunschweiger Löwens entsprechende freie Kopie heraus. Folglich war es als ein Original-Arbeitsstück anzusehen. Das Postament bestand aus Kunst-Odenwald-Sandstein. Die Enthüllung erfolgte am 9. Oktober 1930 an der Stelle im Garten des Museums, die Heinrich der Löwe bei der Begründung des Domes auf dem bewaldeten Hügel nahe der Trave, voraussichtlich zuerst betreten haben wird. Während der Feier wurde ihm als Direktor der Gemeinnützigen Gesellschaft das Ehrenmal übergeben. Ihde engagierte sich hier ehrenamtlich und war erstmals von 1927 bis 1930 deren Direktor. Während des Nationalsozialismus zog er sich zurück, stand aber der Gesellschaft von 1945 bis 1949 ein zweites Mal als Direktor in der Zeit des Wiederaufbaus der Gesellschaft zur Verfügung. Das Ehrenmal ist 1942 zerstört worden. 1975 ist von der Elfriede Dräger-Gedächtnis-Stiftung eine neue Kopie des Löwen gestiftet und unweit der ursprünglichen Stelle auf der anderen Seite des Domes aufgestellt worden. Da sich an ihr jedoch keinerlei Hinweis auf die lübeckische Vorgängerversion gibt, ist sie heute nahezu unbekannt.
Als Anwalt wurde er 1931 als Verteidiger im viel beachteten Calmette-Prozess bekannt und auch von dem Pressezeichner Emil Stumpp porträtiert. Der Lübecker Bürgerschaft, einem der kleineren deutschen Landesparlamente, gehörte er von 1914 bis 1919 an.

## Schriften
- Die Haftung des Erwerbers eines Handelsgeschäfts für die Schulden des Veräusserers nach früherem und jetzigem Rechte. Dissertation. Rostock 1903.
- Adolf Ihde: Plädoyer in Strafsachen Prof. Dr. Deycke. (sogen. Calmette-Prozesse), Lübeck, 27. Januar 1932.